# Magnivray
 Magnivray  es una población y comuna francesa, situada en la región de Franco Condado, departamento de Alto Saona, en el distrito de Lure y cantón de Saint-Sauveur.

## Demografía
| 195 | 159 | 151 | 161 | 153 | 155 |
| Para los censos de 1962 a 1999 la población legal corresponde a la población sin duplicidades (Fuente: INSEE [Consultar]) |     |     |     |     |     |